# Liste der Monuments historiques in La Chapelle-aux-Filtzméens
Die Liste der Monuments historiques in La Chapelle-aux-Filtzméens führt die Monuments historiques in der französischen Gemeinde La Chapelle-aux-Filtzméens auf.

## Liste der Bauwerke
| Bezeichnung | Beschreibung | Standort        | Kennzeichnung | Schutzstatus | Datum | Bild           |
| ----------- | ------------ | --------------- | ------------- | ------------ | ----- | -------------- |
| Schloss     |              | Le Logis (Lage) | PA00090522    | Inscrit      | 1976  | weitere Bilder |

## Liste der Objekte
- Monuments historiques (Objekte) in La Chapelle-aux-Filtzméens in der Base Palissy des französischen Kultusministeriums